# Крепость Сан-Тиагу (Фуншал)
Крепость Сан-Тиагу-ду-Фуншал (иногда Сан-Тияго; порт. Fortaleza de São Tiago do Funchal) — фортификационное сооружение, построенное в районе Санта-Мария-Майор города Фуншал (автономный регион Мадейра) около 1614 года; была расширена в 1637 году и перестроена в XIX веке — в связи со строительством резиденции губернатора острова.

## История и описание
Крепость Святого Якова, Сан-Тиагу-ду-Фуншал, была построена на острове Мадейра около 1614 года; она была расширена в 1637 году. Ещё одно расширение произошло в XVIII веке по решению губернатора — работы были завершены около 1767 года. Значительная перестройка крепости произошла в XIX веке — в связи со строительством резиденции губернатора острова. В начале XX века, в 1921 году, крепость служила помещением (казармой) для артиллерийской батареи.
Казарма была отремонтирована в 1974 году, когда её заняла армейская полиция Фуншала. Полицейские оставались расквартированными здесь до июля 1992 года — до тех пор, пока крепость не была передана в собственность региональному правительству Мадейры. После этого Сан-Тиагу была включена в городскую зону «Велья-ду-Фуншал», являющуюся памятником архитектуры регионального значения. После реставрации помещения крепости стали использоваться как музейное пространство — 17 июля 1992 года в них разместился городской Музей современного искусства.